# Eyjólfur Héðinsson
Eyjólfur Héðinsson est un footballeur islandais, né le 1er janvier 1985 à Reykjavik en Islande. Il évolue comme milieu défensif.

## Sélection nationale
Eyjólfur Héðinsson obtient sa première sélection le 2 février 2008 lors d'un match amical perdu (0-2) face à la Biélorussie.
Il compte quatre sélections entre 2008 et 2009 dont trois en tant que titulaire.
Il effectue son retour le 27 mai 2012 à Valenciennes contre la France pour un match amical préparatoire à l'Euro 2012 pour les Bleus. Match qui se termine par une défaite pour les islandais (2-3).

## Palmarès
Vierge